# Cand.polit.
 (avril 2023).
Si vous disposez d'ouvrages ou d'articles de référence ou si vous connaissez des sites web de qualité traitant du thème abordé ici, merci de compléter l'article en donnant les références utiles à sa vérifiabilité et en les liant à la section « Notes et références ».
Candidatus rerum politicarum (homme), Candidata rerum politicarum (femme), en abrégé cand.polit., est un diplôme universitaire en économie du Danemark et anciennement un diplôme universitaire dans toutes les sciences sociales en Norvège, y compris par exemple l'économie, la psychologie, la sociologie et les sciences politiques.

## Danemark
Au Danemark, cand.polit. se réfère exclusivement au diplôme en économie du candidat délivré par l'Université de Copenhague. Les diplômes en économie d'autres universités danoises sont connus sous le nom de cand.oecon.

## Norvège
En Norvège, cand.polit. était avant 2003–2008 décerné dans toutes les sciences sociales par les facultés de sciences sociales des universités, exigeant nominalement au moins six années d'études, bien que de nombreux étudiants aient consacré un peu plus de temps.
Après la « réforme de la qualité », il a été remplacé par le Master of Philosophy, ce qui a réduit la durée nominale des études de six à cinq ans. Le cand.polit. était en fait au moment de sa suppression, une prolongation de deux ans ou de deux ans et demi du cand.mag. de quatre ans ou d'un autre diplôme équivalent.